# Volleyboll vid olympiska sommarspelen 1972
De olympiska turneringarna 1972 i volleyboll avgjordes mellan den 27 augusti och 9 september 1972 i München.

## Medaljsammanfattning
| Gren                        | Guld | Silver | Brons |
| Volleyboll, damer detaljer  | Sovjetunionen Ljudmila Borozna Ljudmila Buldakova Vera Galusjka-Dujunova Tatjana Gonobobleva Natalija Kudreva Galina Leontjeva Tatjana Ponjajeva-Tretjakova Inna Ryskal Roza Salichova Tatjana Sarytjeva Nina Smolejeva Ljubov Tiurina | Japan Makiko Furukawa Keiko Hama Takako Iida Toyoko Iwahara Katsumi Matsumura Sumie Oinuma Mariko Okamoto Seiko Shimakage Michiko Shiokawa Takako Shirai Noriko Yamashita Yaeko Yamazaki         | Nordkorea Hwang He-suk Jang Ok-rim Jong Ok-jin Kang Ok-sun Kim Zung-bok Kim Myong-suk Kim Su-dae Kim Yeun-ja Paek Myong-suk Ri Chun-ok Ryom Chun-ja                                                               |
| Volleyboll, herrar detaljer | Japan Yoshihide Fukao Kenji Kimura Masayuki Minami Jungo Morita Yūzo Nakamura Katsutoshi Nekoda Tetsuo Nishimoto Yasuhiro Noguchi Seiji Oko Tetsuo Satō Kenji Shimaoka Tadayoshi Yokota                                                | Östtyskland Horst Hagen Wolfgang Löwe Wolfgang Maibohm Jürgen Maune Horst Peter Eckehard Pietzsch Siegfried Schneider Arnold Schulz Rudi Schumann Rainer Tscharke Wolfgang Webner Wolfgang Weise | Sovjetunionen Valerij Kravtjenko Jurij Pojarkov Jevhen Lapinskij Jefim Tjulak Vladimir Putjatov Vladimir Patkin Leonid Zajko Jurij Starunskij Vladimir Kondra Vjatjeslav Domani Viktor Borsjtj Aleksandr Saprykin |

## Medaljtabell
| Pl. | Nation        | Guld | Silver | Brons | Totalt |
| --- | ------------- | ---- | ------ | ----- | ------ |
| 1   | Japan         | 1    | 1      | 0     | 2      |
| 2   | Sovjetunionen | 1    | 0      | 1     | 2      |
| 3   | Östtyskland   | 0    | 1      | 0     | 1      |
| 4   | Nordkorea     | 0    | 0      | 1     | 1      |